# 2,3-Diclor-5,6-diciano-1,4-benzochinonă

Formula structurală

2,3-Diclor-5,6-diciano-1,4-benzochinona este un reactiv chimic pentru sinteză cu formula C8Cl2N2O2. 